# タマキスイ
タマキスイはコウチュウ目ヒラタムシ上科タマキスイムシ科（Cybocephalidae）に属する甲虫の総称で体長１- 2 ミリメートル程度の微小甲虫。体形は概ね半球状をしており、体を縮めた状態では頭部は腹面に折れ曲がる。肉食性で主にマルカイガラムシ科やカタカイガラムシ科を捕食し、カイガラムシ類の天敵として重要な種が多いほか、コナジラミ、ミカンハダニなども捕食することも知られている。そのため一部の種は生物農薬としての利用が研究されている。
タマキスイは当初ケシキスイ科として記載されたが、その後の詳細な形態の研究や分子系統解析から、ケシキスイ科とは異なる独立した科として扱われている。世界から8属231種の現生種と、2属6種の琥珀化石種が知られるが、今後も多数の新種記載が見込まれる。日本から下記の2属4種が知られている。
キムネタマキスイ　Cybocephalus nipponicus　
キガシラタマキスイ　Cybocephalus politissimus　
ニジムネタマキスイ　Cybocephalus chlorocapitis　
クロタマキスイ　Pastillus eminentithorax　